# Akuliarutsip Sermerssua (glaciär i Grönland)
Akuliarutsip Sermerssua är en glaciär i Grönland (Kungariket Danmark). Den ligger i den centrala delen av Grönland, 1 400 km nordost om huvudstaden Nuuk. Akuliarutsip Sermerssua ligger 1 828 meter över havet.
Terrängen runt Akuliarutsip Sermerssua är huvudsakligen bergig, men den allra närmaste omgivningen är kuperad.  Trakten runt Akuliarutsip Sermerssua är nära nog obefolkad, med mindre än två invånare per kvadratkilometer. Det finns inga samhällen i närheten. Trakten runt Akuliarutsip Sermerssua är permanent täckt av is och snö.